# REI (Reiのアルバム)
「REI」（レイ）は、シンガーソングライター・Reiの1stフルアルバム。ユニバーサルミュージック内のReiの個人レーベルReiny Records から2018年11月7日に発売された。

## 解説
Reiにとって初のフルアルバムとなる本作は、自身の名前を大文字3文字『REI』で表記したセルフタイトル作品で、Rei自身を形成する様々な要素を表現した内容となっている。本作についてReiは「セルフタイトルでありながら、同音異義語のRayには《光線》という意味も。暗雲の切れ間から差し込む、一筋の光。聴いたあなたの心を照らしますように」とコメントしている。
先行配信された「LAZY LOSER」を含む全曲書き下ろしの12曲を収録し、「Limited Edition」と「Standard Edition」の2仕様でリリース。Limited Editionにはミュージック・ビデオを中心としたコンテンツを収録したDVD「MUSIC FILM #2 "Rei of Light"」が付属する。
レコーディングにはそれまでにReiが交流、共演をしてきたアーティストたちがゲスト参加しており、Reiとセッションしている。
「LAZY LOSER」「Silver Shoes」「My Name is Rei」にはReiと大久保拓朗監督との共同プロデュースによるミュージック・ビデオが制作された。
セルフタイトル作となる本作のジャケットは、Reiの顔がアップで映し出されている。前作までと同様、本作のアートワークのディレクションもRei自身が手掛けており、それまでにリリースしてきた3枚のミニアルバムのアートワークがそれぞれ「赤」「青」「緑」という光の三原色を表していたこととアルバムのタイトルに『Ray』＝光という意味も含まれていたことを踏まえ、「光」をコンセプトに制作された。

## 収録曲
| 全作詞・作曲: Rei、全編曲: Rei、安宅秀紀、Takumi Shirai。 |                         |      |            |      |
| #                                                         | タイトル                | 作詞 | 作曲・編曲 | 時間 |
| 1.                                                        | 「BZ BZ」               | Rei  | Rei        | 3:45 |
| 2.                                                        | 「LAZY LOSER」          | Rei  | Rei        | 3:22 |
| 3.                                                        | 「My Name is Rei」      | Rei  | Rei        | 3:46 |
| 4.                                                        | 「Follow the Big Wave」 | Rei  | Rei        | 4:37 |
| 5.                                                        | 「PLANETS」             | Rei  | Rei        | 4:37 |
| 6.                                                        | 「Dreamin'」            | Rei  | Rei        | 2:02 |
| 7.                                                        | 「Silver Shoes」        | Rei  | Rei        | 4:35 |
| 8.                                                        | 「Clara」               | Rei  | Rei        | 3:19 |
| 9.                                                        | 「MELODY MAKER」        | Rei  | Rei        | 2:57 |
| 10.                                                       | 「The Reflection」      | Rei  | Rei        | 3:20 |
| 11.                                                       | 「Arabic Yamato」       | Rei  | Rei        | 3:20 |
| 12.                                                       | 「before sunrise」      | Rei  | Rei        | 2:17 |

| #  | タイトル                         | 作詞 | 作曲・編曲 |
| -- | -------------------------------- | ---- | ---------- |
| 1. | 「MUSIC FILM #2 "Rei of Light"」 |      |            |

## 参加ミュージシャン
- Vocal & Guitar：Rei
- Bass：KenKen（LIFE IS GROOVE、RIZE、Dragon Ash）、角田隆太（ものんくる）、真船勝博（FLOWER FLOWER）
- Drums & Percussion：ASA-CHANG（ASA-CHANG & 巡礼）、伊藤大地、HAZE、みどりん（SOIL&"PIMP"SESSIONS）
- Keyboards：ちゃんMARI（ゲスの極み乙女。）、渡辺シュンスケ（Schroeder-Headz）
- Marimba & Glocken：加納りな
- Sax：後関好宏
- Trumpet：村上基（在日ファンク、GENTLE FOREST JAZZ BAND）
- Trombone：ジェントル久保田（在日ファンク、GENTLE FOREST JAZZ BAND）
- Flute：武嶋聡
- Harp：千賀太郎（MONSTER大陸）
- Chorus：マナ、カナ、ユナ（CHAI）